# UDP-アラビノピラノースムターゼ
UDP-アラビノピラノースムターゼ(UDP-arabinopyranose mutase、EC 5.4.99.30)は、系統名をUDP-アラビノピラノース ピラノムターゼ(UDP-arabinopyranose mutase)という酵素である。以下の化学反応を触媒する。
UDP-β-L-アラビノフラノース {\displaystyle \rightleftharpoons } UDP-β-L-アラビノピラノース
反応は可逆である。